# Bloqueio de Coulomb
Em física, um bloqueio de Coulomb (abreviado QB), em homenagem a Charles Augustin de Coulomb, é a resistência aumentada em tensões de polarização pequena de um dispositivo electrónico, constituído por, pelo menos, uma baixa de junção túnel capacitância.
Uma junção túnel é, na sua forma mais simples, uma fina barreira isolante entre dois eletrodos de condução. Se os eletrodos são supercondutores, os pares de Cooper, com uma carga de duas cargas elementares transportam a corrente. No caso em que os eletrodos são normalconducting, ou seja, nem supercondutores nem semicondutor, os elétrons com uma carga de uma carga elementar transportar a corrente. O raciocínio a seguir é para o caso de junções túnel com uma barreira de isolamento entre dois eletrodos de condução normal nos cruzamentos (NIN).
De acordo com as leis da eletrodinâmica clássica, nenhuma corrente pode fluir através de uma barreira de isolamento. De acordo com as leis da mecânica quântica, no entanto, há um não nulos (maior que zero) a probabilidade de um elétron em um lado da barreira para chegar ao outro lado (ver tunelamento quântico). Quando uma tensão de polarização é aplicada, isto significa que haverá um fluxo de corrente. Na aproximação de primeira ordem, ou seja, negligenciando os efeitos adicionais, o túnel corrente será proporcional à tensão de polarização. Em termos elétricos, a junção túnel se comporta como um resistor com uma resistência constante, também conhecido como um resistor ôhmico. A resistência depende exponencialmente com a espessura de barreira. Espessuras barreira típicos são da ordem de um para nanômetros diversos.
Um arranjo de dois condutores com uma camada isolante no meio não só tem uma resistência, mas também uma capacidade finita. O isolador é também chamado de dielétrico, neste contexto, a junção túnel se comporta como um capacitor.
Devido à singularidade do fluxo de carga elétrica, corrente através de uma junção túnel é uma série de eventos em que exatamente um elétron passa (túneis), através da barreira de túnel (eventos que a negligência em que dois elétrons túnel simultaneamente). O capacitor de junção túnel é carregado com uma carga elementar do elétron túnel, causando um acúmulo de tensão U = E / C, onde e é a carga elementar de 1,6 × 10 -19 coulomb e C a capacitância da junção. Se a capacitância é muito pequeno, o acúmulo de tensão pode ser grande o suficiente para impedir um outro elétron de túneis. A corrente elétrica é, então, reprimida em viés de baixa tensão e da resistência do dispositivo não é mais constante. O aumento da resistência diferencial em torno de zero viés é chamado o bloqueio de Coulomb.
Para que o bloqueio de Coulomb a ser observado, a temperatura deve ser suficientemente baixo de modo que a energia característica de carga (a energia que é necessário para carregar a junção com uma carga elementar) é maior do que a energia térmica dos portadores de carga. Para capacitâncias acima de 1 FemtoFarad (farad 10 -15), isso implica que a temperatura deverá ser inferior a cerca de 1 kelvin. Esta escala de temperatura é alcançado rotineiramente, por exemplo, refrigeradores de diluição.
Para fazer uma junção túnel em geometria condensador de placa com uma capacidade de 1 FemtoFarad, usando uma camada de óxido de permissividade elétrica 10 e espessura de um nanômetro, um tem que criar eletrodos com dimensões de cerca de 100 por 100 nanômetros. Esta gama de dimensões é alcançado rotineiramente, por exemplo, a litografia por feixe de elétrons e tecnologias de transferência adequado padrão, como o Niemeyer-Dolan técnica, também conhecida como técnica de evaporação de sombra.
Outro problema para a observação do bloqueio de Coulomb é a capacitância relativamente grande das ligações que conectam a junção túnel para o sistema eletrônico de medição.

## Transistores de único elétron
O dispositivo mais simples em que o efeito do bloqueio de Coulomb pode ser observado é o chamado transistor único elétron. É constituída por duas junções túnel partilha de um eletrodo comum com um auto de baixa capacitância, conhecida como a ilha. O potencial elétrico da ilha pode ser sintonizada por um terceiro eletrodo (o portão), capacitivamente acoplado ao console.
No estado de bloqueio não os níveis de energia acessíveis estão dentro do intervalo de tunelamento do elétron no contato de origem. Todos os níveis de energia na ilha do eletrodo com energias mais baixas são ocupadas.
Os níveis de energia do eletrodo ilha são espaçadas com uma separação de Δ E. Δ E é a energia necessária para cada elétron posterior à ilha, que funciona como uma auto-capacitância C. A C mais baixa quanto maior Δ E fica. Para realizar o bloqueio de Coulomb, três critérios têm de ser cumpridas: 1) a tensão de polarização não pode exceder a carga de energia, 2) a energia térmica k B T deve ser inferior a cobrança de energia E = C, ou então o elétron será capaz de passar o QB via excitação térmica e 3) a resistência de tunelamento (R t) deve ser superior a, que é derivado do Princípio da incerteza de Heisenberg.    

## Termômetro de Bloqueio de Coulomb
Um típico termômetro de Bloqueio de Coulomb (CBT) é feita a partir de um conjunto de ilhas metálicas, ligados uns aos outros mediante uma fina camada isolante. Um túnel formas de junção entre as ilhas, e como a tensão é aplicada, os elétrons podem túnel através desta junção. As taxas de tunelamento e, portanto, a condutância variam de acordo com a energia tarifação das ilhas, bem como a energia térmica do sistema.
Coulomb Blockade termômetro é um termômetro primário com base nas características condutibilidade elétrica de matrizes junção túnel. O parâmetro V ½ = T 5.439Nk B / E, a toda a largura mínima na metade do mergulho medido condutância diferencial sobre uma série de cruzamentos N, juntamente com as constantes físicas fornecem a temperatura absoluta.

## Literatura
- DV Averin e KK Likharev Mesoscopic Phenomena in Solids, editado por BL Altshuler, Lee PA, Webb e RA (Elsevier, Amsterdam, 1991).